# Cerfennia vetusta
Cerfennia vetusta är en insektsart som först beskrevs av Walker 1857.  Cerfennia vetusta ingår i släktet Cerfennia och familjen Flatidae. Inga underarter finns listade i Catalogue of Life.